# Thyroptera lavali
Thyroptera lavali là một loài động vật có vú trong họ Thyropteridae, bộ Dơi. Loài này được Pine miêu tả năm 1993.